# 大野裕之

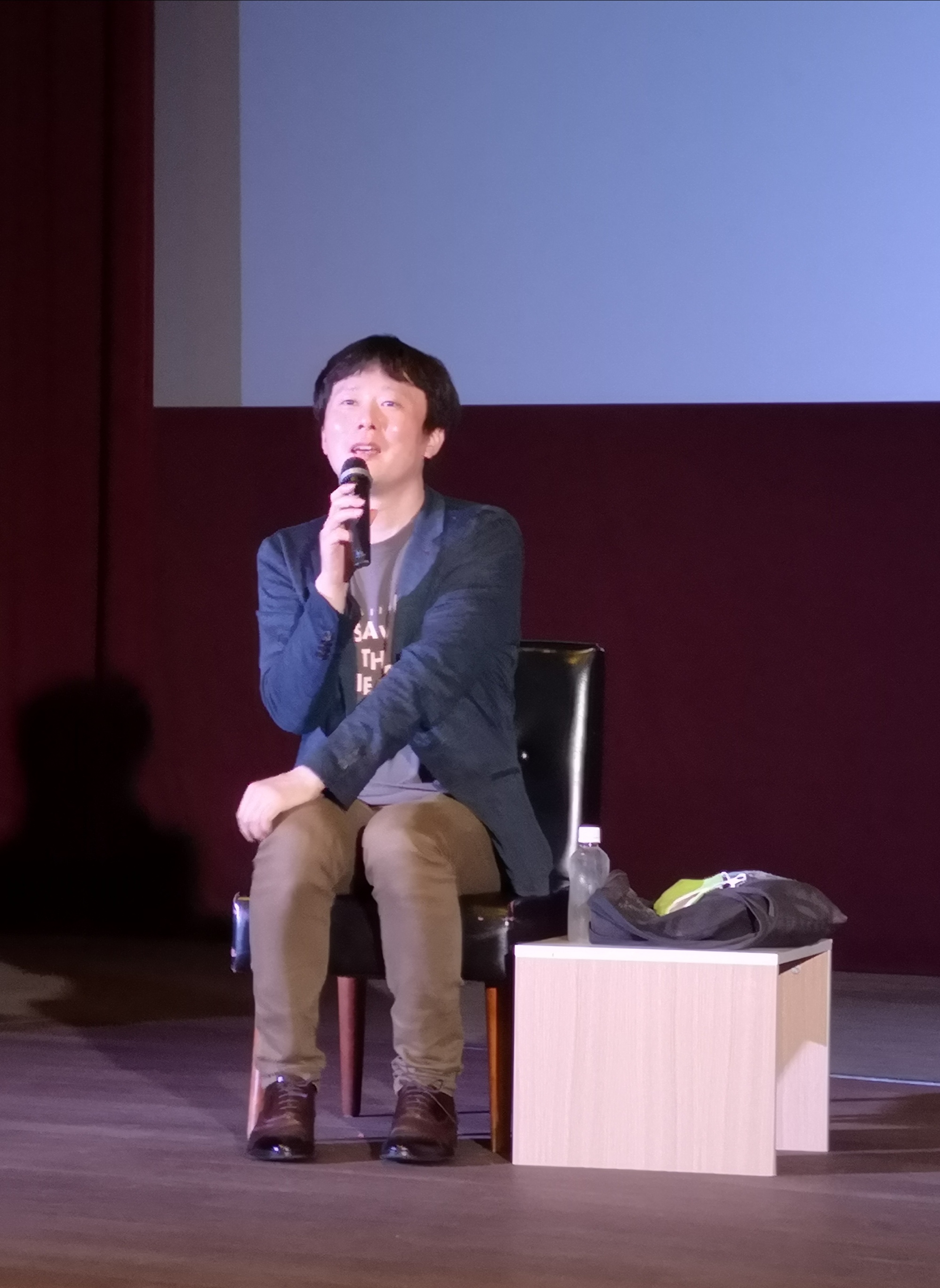
豊岡劇場で舞台挨拶をする大野裕之氏（2021年6月）

大野 裕之（おおの ひろゆき、1974年9月27日 - ）は、日本の劇作家・脚本家・映画プロデューサー・演出家・作曲家・俳優・映画研究者・振付師。チャップリン研究家として知られ、日本チャップリン協会会長を務める。大阪府生まれ。劇団とっても便利で脚本・演出・作曲を担当。

## 来歴
1974年 大阪府高槻市生まれ。桜台小学校、高槻市立第十中学校、 大阪府立茨木高等学校に通う。その後、 京都大学総合人間学部に入学し、京都大学大学院人間・環境学研究科修士課程を修了した後、京都大学大学院人間・環境学研究科博士課程単位取得。
1995年に 劇団とっても便利を旗揚げし、演劇活動を始める。2003年にはミュージカル「美しい人」でアリス賞受賞。2008年 大阪の新歌舞伎座で松井誠特別公演を演出し、大劇場演出家としてデビューを果たした。
チャップリン研究者として国内外で活躍し、2003年5月に日本ヘラルド映画による30年ぶりのチャップリン映画ロードショーを、監修・劇場パンフレットを執筆したほか、2015年 『チャップリンとヒトラー メディアとイメージの世界大戦』（岩波書店）で、サントリー学芸賞受賞。
大阪市立大学非常勤講師、特任講師を歴任。
2014年公開の映画、『太秦ライムライト』で、脚本・プロデューサーを担当。ファンタジア国際映画祭で最優秀作品賞、ニューヨーク・アジアン・シネマ映画祭で観客賞を受賞。

## 劇作家・演出家としての活動
ミュージカル劇団とっても便利で作曲・脚本・演出を担当する。女優の小川眞由美とジョイント公演を行うこともある。2003年にミュージカル「美しい人」東京公演でアリス賞受賞。2008年には大阪なんばの新歌舞伎座の松井誠特別公演の演出を務め、新歌舞伎座史上最年少での演出家となった。その後、赤坂ACTシアター、名古屋の御園座などでも演出をするなど、活動の幅を広げている。近年は、東映剣会との交流を得て、斬られ役俳優の福本清三を客演に舞台を制作し、時代劇にも進出した。
- 2008年 劇団とっても便利ミュージカル「complex」（主演・高嶺ふぶき。青山円形劇場と大阪OBPホール）＝作曲・脚本・演出
- 2008年 「松井誠特別公演」（新歌舞伎座）＝演出
- 2008年 「松井誠特別公演」（御園座）＝演出
- 2009年 ミュージカル「ミュージカル・スターは夢を見る・・・」（主演：小柳ルミ子。博品館劇場、大阪OBPホール）＝作曲・脚本・演出
- 2011年 ミュージカル「信長とボク ボクのママ」（主演：高嶺ふぶき、福本清三。大阪HEP HALLホール）＝作曲・脚本・演出。
- 2013年 音楽劇「スマイル・オブ・チャップリン」（出演：石丸幹二、浦井健治、彩乃かなみ。赤坂ACTシアター、森ノ宮ピロティホール）＝脚本・演出
- 2015年 音楽劇「ライムライト」（原作・音楽：チャールズ・チャップリン、出演：石丸幹二、野々すみ花、良知真次。シアタークリエ、シアタードラマシティ他）＝上演台本。
- 2019年 音楽劇「ライムライト」（原作・音楽：チャールズ・チャップリン、出演：石丸幹二他。シアタークリエ、シアタードラマシティ他）＝上演台本。
- 2019年 歌舞伎「蝙蝠の安さん」（原作：チャップリン『街の灯』、主演・松本幸四郎）＝脚本考証。
- 2021年 「千年のたまゆら」（主演・今井翼、真琴つばさ　東京国際フォーラム）＝脚本・演出。
- 2022年 「無人島に生きる十六人」（主演・櫻井圭登、校條拳太朗　スペース・ゼロ）＝脚本・演出。
- 2024年 音楽劇「ライムライト」（原作・音楽：チャールズ・チャップリン、出演：石丸幹二他。シアタークリエ、シアタードラマシティ他）＝上演台本。

## チャップリン研究家としての活動
2003年に日本ヘラルド映画が『犬の生活』以降の国内上映権を再購入し、同年5月から朝日新聞と日本ヘラルド映画の主催で「Love Chaplin!チャップリン映画祭」を行った際、劇場パンフレットを執筆した。淀川長治の死後、チャップリン評論家として台頭した。「Love Chaplin!チャップリン映画祭」「Love Chaplin! DVDコレクターズ・エディション」の監修も行い、2005年7月にロンドンで行われたチャップリン国際会議にも、日本を代表して出席した。2009年には、完全版DVDセット「チャーリー・チャップリン メモリアル・エディション」（角川映画、紀伊国屋書店）の監修・ブックレット執筆。
2006年に日本チャップリン協会が設立された（本部は京都大学）。名誉会長は黒柳徹子、最高顧問にジョゼフィン・チャップリン、名誉顧問に山口淑子が就任。大野が発起人代表をつとめた。2006年3月25日から4月2日まで、大野のプロデュースで「チャップリンの日本」と題して、高野虎市遺品展と国際シンポジウムが京都市と奈良市で開催された。京都市の国際シンポジウムでは大野の他にジョゼフィン・チャップリン、黒柳徹子、チャップリン研究の権威のデイヴィッド・ロビンソン、ハリウッドで活躍する日系人俳優のクライド・クサツらが講演した。2007年3月24、25日に第2回チャップリン国際シンポジウムを京都市で、3月29日には奈良市で開き、京都ではチャップリンの孫のチャーリー･シストヴァリス、歌舞伎俳優の市川染五郎らと鼎談。2009年3月14、15日に第3回チャップリン･フェスティバルを京都市で、3月16日には大阪市で、19日には東京都で開き、チャップリンの4男のユージーン･チャップリンと対談した。
2012年には、『チャップリン・ザ・ルーツ』チャップリン初期作品完全デジタルリマスター初公開に総監修として携わった。
現在、日本チャップリン協会会長をつとめる。

## 主なテレビ・ラジオ出演
- 2006年6月 「知るを楽しむ 私のこだわり人物伝 チャップリン なぜ世界中が笑えるか」（NHK教育）メイン・パーソナリティ出演
- 2006年7月 「土曜フォーラム チャップリン」（NHK教育）大野が主催したチャップリン国際シンポジウムの様子
- 2006年11月 「チャップリン 世紀を超える」（NHK bs-hi, NHK総合）監修・出演のチャップリンNGフィルム特集番組
- 2007年12月 「チャップリンの秘書は日本人だった」（NHK総合）大野監修のチャップリン特集番組
- 2010年10月 「水戸黄門」(TBS) 出演
- 2010年〜2011年 「ラジオビタミン」（NHKラジオ第一）レギュラーゲスト「大野裕之のチャップリンがやってくる」
- 2012年1月 「時代劇スペシャル 忠臣蔵〜その義その愛」（テレビ東京）出演
- 2012年10月 「ノンフィクションW チャップリンのNGフィルム」(WOWOW) 監修・メイン・パーソナリティ出演
- 2012年11月 NHK大河ドラマ「平清盛」出演
- 2014年1月 NHK BSプレミアム「UZUMASAの火花」出演
- 2014年2月 NHK BSプレミアム「ザ・プロファイラー 苦しいからこそ笑う～チャップリン 天国と地獄を見た喜劇王」出演
- 2014年10〜12月 スター・チャンネル「チャップリン笑劇場 スペシャルトーク」出演
- 2019年5月 NHK「歴史秘話ヒストリア」
- 2019年4月21日 「そこまで言って委員会NP」（読売テレビ）パネリスト出演（以後定期的に出演）[1]
  - 2024年9月15日の同番組では、飯塚事件の久間三千年が再審請求中に死刑になったと述べて死刑制度に反対の立場を主張した（しかし、久間が再審請求中に死刑を執行された事実はない）。

## 著作
- 『チャップリン再入門』日本放送出版協会〈生活人新書〉2005年
- 『チャップリン暗殺 5.15事件で誰よりも狙われた男』メディアファクトリー、2007年
- 『チャップリン・未公開NGフィルムの全貌』日本放送出版協会、2007年
- 『チャップリンの影〜日本人秘書・高野虎市』講談社、2009年
- 『チャップリンとヒトラー―メディアとイメージの世界大戦』岩波書店 2015年 第37回サントリー学芸賞受賞作品
- 『京都のおねだん』講談社現代新書、2017年
- 『チャップリン 作品とその生涯』中公文庫、2017年
- 『ディズニーとチャップリン エンタメビジネスを生んだ巨人』光文社新書、2021年
- 『ビジネスと人生に効く 教養としてのチャップリン』大和書房、2022年
- 『チャップリンとアヴァンギャルド』青土社、2023年
- 『チャップリンが見たファシズム　喜劇王の世界旅行 1931-1932』中公選書、2024年

## 共編著
- 『ゴダールの肖像』浅田彰、松浦寿輝著 大野編、とっても便利出版部、1997年
- 『マルクスの現在』柄谷行人ほか著、箱田徹訳、石谷治寛共編、とっても便利出版部、1999年
- 『チャップリンのために』編 淀川長治・江藤文夫・澤登翠・小松弘・千葉伸夫・チャップリン共著、とっても便利出版部、2000年
- 『パゾリーニ・ルネサンス』編 とっても便利出版部、2001年
- 『チャップリンの日本〜チャップリン秘書・高野虎市遺品展とチャップリン国際シンポジウム』大野裕之編集・執筆 日本チャップリン協会 2006年
- 『チャップリンと戦争』デイヴィッド・ロビンソン／大野裕之企画・監修 大野裕之編集 日本チャップリン協会 2007年
- 『知るを楽しむ 私のこだわり人物伝 チャップリン なぜ世界中が笑えるか』日本放送出版協会、2006年（『知るを楽しむ』のテキスト）
- Hooman Mehran and Frank Scheide編集「Chaplin The Dictator and the Tramp」(BFI publishing)
- Hooman Mehran and Frank Scheide編集「Limelight and the Music Hall Tradition」(MacFarland)

## 映画（劇場公開）
- 2003年『Love Chaplin!』（日本ヘラルド映画）チャップリン代表作12本全国ロードショー 監修・パンフレット執筆
- 2007年『With Chaplin...チャップリンと・・・』（角川映画）チャップリン代表作12本全国ロードショー 監修・パンフレット執筆
- 2010年『大奥』（松竹）赤疱瘡の男役
- 2012年『チャップリン・ザ・ルーツ』（イレブンアーツジャパン）チャップリン初期作吹替え版ロードショー 監修・吹替え版台本
- 2012年『チャップリン・ザ・ルーツ オリジナル版』（イレブンアーツジャパン）チャップリン初期作オリジナル版ロードショー 監修・字幕
- 2014年『太秦ライムライト』（福本清三・山本千尋・松方弘樹・小林稔侍）＝脚本・プロデューサー
- 2015年『あのひと』（山本一郎監督）＝出演
- 2019年『葬式の名人』（前田敦子・高良健吾）＝脚本・プロデューサー
- 2021年『ミュジコフィリア』＝製作・脚本

## DVD
- 2003年『Love Chaplin!』チャップリン代表作DVDセット（日本ヘラルド映画／ジェネオン・エンタテインメント）監修・ブックレット執筆
- 2009年『チャップリン・メモリアル・エディション』（角川映画／紀伊国屋書店）チャップリン代表作DVDセット（日本ヘラルド映画／ジェネオン・エンタテインメント）監修・ブックレット執筆
- 2009年『チャップリンのすべて』（GPミュージアムソフト）監修・出演
- 2012年 チャップリン映画の初期短編集DVDセット『チャップリン・ザ・ワールド』（声の出演・羽佐間道夫、野沢雅子、山寺宏一、平田広明、若本規夫、千葉繁、杉田智和他。イレブンアーツジャパン、ハピネット）監修・ブックレット・日本版台本執筆。
- 2016年 チャップリンBlu-ray BOX (KADOKAWA) 監修・ブックレット・日本語吹き替え台本
- 2016年〜 チャップリン公式DVDコレクション（アシェット）監修・ブックレット・日本語吹き替え台本

## CM
- 2008年 「象印 VE優湯生」振付け
- 2012年 「サントリー ウィスキー山崎12年『先生とボク編（萩原健一・小栗旬出演）』」振付け

## 受賞
- 2003年 アリス賞（ミュージカル「美しい人」に対して）
- 2004年 日本文藝家協会ベスト・エッセイ
- 2006年 ポルデノーネ国際映画祭特別賞
- 2010年 米国マックファーランド賞
- 2014年 ニューヨーク・アジアン・フィルム・フェスティバルでオーディエンス・アワード
- 2014年 カナダのファンタジア国際映画祭で『太秦ライムライト』にシュバル・ノワール賞（最優秀作品賞）
- 2014年 京都市文化芸術表彰[2]
- 2015年 『チャップリンとヒトラー メディアとイメージの世界大戦』（岩波書店）で、第37回サントリー学芸賞受賞[3]

## 選考委員
- 川端康成青春文学賞（第1回 / 2018年 - 現職）[4]